# Markus Haris Maulana
Muhammad Markus Haris Maulana, né le 14 mars 1981 à Pangkalan Brandan (en) en Indonésie, est un footballeur international indonésien évoluant comme gardien de but dans les années 2000 et 2010. Il devient ensuite entraîneur.

## Palmarès
Indonésie
- Championnat d'Asie du Sud-Est :
  - Finaliste : 2010.